# Мартиникский ара
Мартиникский ара (лат. Ara martinica) — вымершая птица из семейства попугаевых.

## Внешний вид
Известен по единственному описанию, датированному концом XVII века. Размерами и окраской напоминал сине-жёлтого ара.

## Распространение
Обитал на острове Мартиника.

## Вымирание
Первое научное описание было дано Уолтером Ротшильдом в 1905 году на основе короткого сообщения датируемого XVII ст. с острова Мартиника. Ротшильд сначала назвал этих попугаев Anodorhynchus martinicus.
Никаких доказательств существования этого попугая, кроме вышеупомянутого описания, которое легло в основу научного, нет. Кости до сих пор не найдены. Возможно, это был не самостоятельный вид, а лишь подвид сине-жёлтого ара или даже островная популяция, завезённая на Мартинику человеком. Последние упоминания относятся к 1640 году.